# Pasul Island
Pasul Island är en ö i Gambia.   Den ligger i regionen Central River Division, i den östra delen av landet Gambiafloden. Ön består av träskmark.